# 琴柱草
琴柱草（学名：Salvia nipponica）为唇形科鼠尾草属的植物，是中国的特有植物。分布在日本等地，目前已由人工引种栽培。